# فرانك د. بين
فرانك د. بين (بالإنجليزية: Frank D. Bean)‏ هو اقتصادي أمريكي، ولد في 20 مايو 1942.